# Mayagowdanahalli, Belur
Mayagowdanahalli là một làng thuộc tehsil Belur, huyện Hassan, bang Karnataka, Ấn Độ.